# Río Caraparí
Río Caraparí, eller Rio Itiyuro (Itiyurofloden), är ett vattendrag i Argentina, på gränsen till Bolivia. Det ligger i den norra delen av landet, 1 500 km norr om huvudstaden Buenos Aires.
I omgivningen kring Río Caraparí växer i huvudsak lövfällande lövskog. Området är  glesbefolkat, med 10 invånare per kvadratkilometer.